# كاترين ستيفنز
كاترين ستيفنز هي منافسة ألعاب القوى بلجيكية، (و. 1917  م).

## وصلات خارجية
- كاثرين ستيفنز على موقع أوليمبيديا (الإنجليزية)